# Ле-Перье
Ле-Перье (фр. Le Périer) — коммуна во Франции, находится в регионе Рона — Альпы. Департамент коммуны — Изер. Входит в состав кантона Матезин-Триев. Округ коммуны — Гренобль.
Код INSEE коммуны — 38302. Население коммуны на 1999 год составляло 126 человек. Населённый пункт находится на высоте от 815  до 2992  метров над уровнем моря. Муниципалитет расположен на расстоянии около 520 км юго-восточнее Парижа, 130 км юго-восточнее Лиона, 34 км юго-восточнее Гренобля. Мэр коммуны — Mme Fabienne Bauchon, мандат действует на протяжении 2001—2008 гг.
Динамика населения (INSEE):